# Еврокуп у кошарци
Еврокуп (енгл. EuroCup Basketball; од 2002. до 2008. под називом УЛЕБ куп, енгл. ULEB Cup) друго је по значају професионално такмичење кошаркашких клубова у Европи. Екипе које учествују у овом такмичењу се квалификују кроз државна или регионална првенства. Првак Еврокупа се аутоматски квалификује за Евролигу за следећу сезону. Еврокуп је формиран 2002. године и може се сматрати фузијом између старих такмичења, Купа Радивоја Кораћа и Купа Рејмонда Сапорте.

## Досадашње завршнице
| 2002/03. | Ново Место Валенсија | Валенсија | 168 : 154 (78 : 90, 78 : 76) | Крка | Естудијантес и Хувентуд | Естудијантес и Хувентуд | Естудијантес и Хувентуд | | |
| 2003/04. | Шарлроа | Хапоел Јерусалим | 83 : 72 | Реал Мадрид | Естудијантес и Рефлекс | Естудијантес и Рефлекс | Естудијантес и Рефлекс | | |
| 2004/05. | Шарлроа | Лијетувос Ритас | 78 : 74 | Македоникос | Хемофарм и Валенсија | Хемофарм и Валенсија | Хемофарм и Валенсија | | |
| 2005/06. | Шарлроа | Динамо Москва | 73 : 60 | Арис | Хемофарм и Хапоел Јерусалим | Хемофарм и Хапоел Јерусалим | Хемофарм и Хапоел Јерусалим | | |
| 2006/07. | Шарлроа | Реал Мадрид | 87 : 75 | Лијетувос Ритас | ФМП и УНИКС Казањ | ФМП и УНИКС Казањ | ФМП и УНИКС Казањ | | |
| 2007/08. | Торино | Хувентуд | 79 : 54 | Сент Хосеп | Динамо Москва | 84 : 67 | Галатасарај | | |
| 2008/09. | Торино | Лијетувос Ритас (2) | 80 : 74 | Химки | Хемофарм и Билбао | Хемофарм и Билбао | Хемофарм и Билбао | | |
| 2009/10. | Виторија | Валенсија (2) | 67 : 44 | АЛБА Берлин | Билбао | 76 : 67 | Панелиниос | | |
| 2010/11. | Тревизо | УНИКС Казањ | 92 : 77 | Севиља | Цедевита | 59 : 57 | Тревизо | | |
| 2011/12. | Химки | Химки | 77 : 68 | Валенсија | Лијетувос Ритас | 71 : 62 | Спартак Санкт Петербург | | |
| 2012/13. | Шарлроа | Локомотива Кубањ | 75 : 64 | Билбао | Будивељник и Валенсија | Будивељник и Валенсија | Будивељник и Валенсија | | |
| 2013/14. | Валенсија Казањ | Валенсија (3) | 165 : 140 (80 : 67, 73 : 85) | УНИКС Казањ | Црвена звезда и Нижњи Новгород | Црвена звезда и Нижњи Новгород | Црвена звезда и Нижњи Новгород | | |
| 2014/15. | Лас Палмас Химки | Химки (2) | 174 : 130 (91 : 66, 83 : 64) | Гран Канарија | Банвит и УНИКС Казањ | Банвит и УНИКС Казањ | Банвит и УНИКС Казањ | | |
| 2015/16. | Стразбур Истанбул | Галатасарај | 140 : 133 (62 : 66, 78 : 67) | Стразбур ИГ | Аквила баскет Тренто и Гран Канарија | Аквила баскет Тренто и Гран Канарија | Аквила баскет Тренто и Гран Канарија | | |
| 2016/17. | Валенсија Малага | Малага | 2 : 1 (62 : 68, 79 : 71, 63 : 58) | Валенсија | Хапоел Јерусалим и Локомотива Кубањ | Хапоел Јерусалим и Локомотива Кубањ | Хапоел Јерусалим и Локомотива Кубањ | | |
| 2017/18. | Краснодар Истанбул | Дарушафака | 2 : 0 (67 : 59, 81 : 78) | Локомотива Кубањ | Бајерн Минхен и Ређана | Бајерн Минхен и Ређана | Бајерн Минхен и Ређана | | |
| 2018/19. | Валенсија Берлин | Валенсија (4) | 2 : 1 (89 : 75, 92 : 95, 89 : 63) | АЛБА Берлин | УНИКС Казањ и Андора | УНИКС Казањ и Андора | УНИКС Казањ и Андора | | |
| 2019/20. | Због пандемије ковида 19 такмичење је прекинуто 12. марта 2020. године, након одигране друге групне фазе. Дана 25. маја 2020. године донета је коначна одлука о отказивању остатка сезоне. У овој сезони није било првака. | Због пандемије ковида 19 такмичење је прекинуто 12. марта 2020. године, након одигране друге групне фазе. Дана 25. маја 2020. године донета је коначна одлука о отказивању остатка сезоне. У овој сезони није било првака. | Због пандемије ковида 19 такмичење је прекинуто 12. марта 2020. године, након одигране друге групне фазе. Дана 25. маја 2020. године донета је коначна одлука о отказивању остатка сезоне. У овој сезони није било првака. | Због пандемије ковида 19 такмичење је прекинуто 12. марта 2020. године, након одигране друге групне фазе. Дана 25. маја 2020. године донета је коначна одлука о отказивању остатка сезоне. У овој сезони није било првака. | Због пандемије ковида 19 такмичење је прекинуто 12. марта 2020. године, након одигране друге групне фазе. Дана 25. маја 2020. године донета је коначна одлука о отказивању остатка сезоне. У овој сезони није било првака. | Због пандемије ковида 19 такмичење је прекинуто 12. марта 2020. године, након одигране друге групне фазе. Дана 25. маја 2020. године донета је коначна одлука о отказивању остатка сезоне. У овој сезони није било првака. | Због пандемије ковида 19 такмичење је прекинуто 12. марта 2020. године, након одигране друге групне фазе. Дана 25. маја 2020. године донета је коначна одлука о отказивању остатка сезоне. У овој сезони није било првака. | Због пандемије ковида 19 такмичење је прекинуто 12. марта 2020. године, након одигране друге групне фазе. Дана 25. маја 2020. године донета је коначна одлука о отказивању остатка сезоне. У овој сезони није било првака. | Због пандемије ковида 19 такмичење је прекинуто 12. марта 2020. године, након одигране друге групне фазе. Дана 25. маја 2020. године донета је коначна одлука о отказивању остатка сезоне. У овој сезони није било првака. |
| 2020/21. | Монако Казањ | Монако | 2 : 0 (89 : 87, 86 : 83) | УНИКС Казањ | Виртус Болоња и Гран Канарија | Виртус Болоња и Гран Канарија | Виртус Болоња и Гран Канарија | | |
| 2021/22. | Болоња | Виртус Болоња | 80 : 67 | Бурсаспор | Андора и Валенсија | Андора и Валенсија | Андора и Валенсија | | |
| 2022/23. | Лас Палмас де Гран Канарија | Гран Канарија | 71 : 67 | Турк Телеком | Прометеј и Хувентуд | Прометеј и Хувентуд | Прометеј и Хувентуд | | |
| 2023/24. | Париз Бург ан Брес | Париз | 2 : 0 (77 : 64, 89 : 81) | Бург | Бешикташ и Лондон лајонси | Бешикташ и Лондон лајонси | Бешикташ и Лондон лајонси | | |
| 2024/25. | Самоков Лас Палмас | Хапоел Тел Авив | 2 : 0 (74 : 65, 103 : 94) | Гран Канарија | Бахчешехир и Валенсија | Бахчешехир и Валенсија | Бахчешехир и Валенсија | | |

### Успешност клубова
| Поз. | Клуб              | Победник                   | Финалиста      |
| ---- | ----------------- | -------------------------- | -------------- |
| 1.   | Валенсија         | 4 (2003, 2010, 2014, 2019) | 2 (2012, 2017) |
| 2.   | Ритас             | 2 (2005, 2009)             | 1 (2007)       |
| 2.   | Химки             | 2 (2012, 2015)             | 1 (2009)       |
| 4.   | УНИКС Казањ       | 1 (2011)                   | 2 (2014, 2021) |
| 4.   | Гран Канарија     | 1 (2023)                   | 2 (2015, 2025) |
| 6.   | Реал Мадрид       | 1 (2007)                   | 1 (2004)       |
| 6.   | Локомотива Кубањ  | 1 (2013)                   | 1 (2018)       |
| 8.   | Хапоел Јерусалим  | 1 (2004)                   | —              |
| 8.   | Динамо Москва     | 1 (2006)                   | —              |
| 8.   | Хувентуд          | 1 (2008)                   | —              |
| 8.   | Галатасарај       | 1 (2016)                   | —              |
| 8.   | Малага            | 1 (2017)                   | —              |
| 8.   | Дарушафака        | 1 (2018)                   | —              |
| 8.   | Монако            | 1 (2021)                   | —              |
| 8.   | Виртус Болоња     | 1 (2022)                   | —              |
| 8.   | Париз             | 1 (2024)                   | —              |
| 8.   | Хапоел Тел Авив   | 1 (2025)                   | —              |
| 18.  | АЛБА Берлин       | —                          | 2 (2010, 2019) |
| 19.  | Крка              | —                          | 1 (2003)       |
| 19.  | Македоникос       | —                          | 1 (2005)       |
| 19.  | Арис              | —                          | 1 (2006)       |
| 19.  | Сент Хосеп Ђирона | —                          | 1 (2008)       |
| 19.  | Севиља            | —                          | 1 (2011)       |
| 19.  | Билбао            | —                          | 1 (2013)       |
| 19.  | Стразбур ИГ       | —                          | 1 (2016)       |
| 19.  | Бурсаспор         | —                          | 1 (2022)       |
| 19.  | Турк Телеком      | —                          | 1 (2023)       |
| 19.  | Бург              | —                          | 1 (2024)       |

### Успешност по државама
| Поз. | Држава    | Победник                                           | Финалиста                                          |
| ---- | --------- | -------------------------------------------------- | -------------------------------------------------- |
| 1.   | Шпанија   | 8 (2003, 2007, 2008, 2010, 2014, 2017, 2019, 2023) | 8 (2004, 2008, 2011, 2012, 2013, 2015, 2017, 2025) |
| 2.   | Русија    | 5 (2006, 2011, 2012, 2013, 2015)                   | 4 (2009, 2014, 2018, 2021)                         |
| 3.   | Француска | 2 (2021, 2024)                                     | 2 (2016, 2024)                                     |
| 4.   | Литванија | 2 (2005, 2009)                                     | 1 (2007)                                           |
| 5.   | Турска    | 1 (2016)                                           | 3 (2018, 2022, 2023)                               |
| 6.   | Израел    | 1 (2004)                                           | 1 (2025)                                           |
| 6.   | Италија   | 1 (2022)                                           | —                                                  |
| 8.   | Грчка     | —                                                  | 2 (2005, 2006)                                     |
| 8.   | Немачка   | —                                                  | 2 (2010, 2019)                                     |
| 10.  | Словенија | —                                                  | 1 (2003)                                           |

## Појединачне награде
- Најкориснији играч Еврокупа у кошарци
- Најкориснији играч финала Еврокупа у кошарци
- Звезда у успону Еврокупа у кошарци
- Идеални тим Еврокупа у кошарци
- Тренер године Еврокупа у кошарци

## Рекорди
| Категорија               | Играч              | Вредност |
| Одигране утакмице        | Рафа Мартинез      | 144      |
| Поени                    | Бојан Дубљевић     | 1445     |
| Индекс корисности        | Бојан Дубљевић     | 1683     |
| Скокови                  | Бојан Дубљевић     | 648      |
| Асистенције              | Стефан Марковић    | 698      |
| Украдене лопте           | Стефан Марковић    | 214      |
| Блокаде                  | Андре Ридик        | 147      |
| Погоци за три поена      | Џамар Смит         | 264      |
| Погоци за два поена      | Елмедин Кикановић  | 424      |
| Погођена слободна бацања | Ерик Маколум       | 391      |
| Изнуђене личне грешке    | Бојан Дубљевић     | 427      |
| Начињене личне грешке    | Владимир Веременко | 364      |
| Изгубљене лопте          | Стефан Марковић    | 295      |
| ------------------------ | ------------------ | -------- |

## Највећа посета
Највећа посета на једној утакмици Еврокупа забележена је сезоне 2013/14. у Београдској арени, на реванш утакмици четвртфинала између Црвене звезде и Будивељника, одиграној 26. марта 2014. године. Тада је утакмици присуствовало 24.232 гледалаца, што је уједно рекорд свих такмичења у европској клупској кошарци под покровитељством УЛЕБ-а. Претходно важећи рекорд забележен је 10 година раније — 21. марта 2004. године у Мадриду, у првој утакмици полуфинала између Реала и Естудијантеса.
| Поз. | Град домаћин | Утакмица                       | Година | Број гледалаца |
| ---- | ------------ | ------------------------------ | ------ | -------------- |
| 1.   | Београд      | Црвена звезда — Будивељник     | 2014.  | 24.232         |
| 2.   | Београд      | Црвена звезда — УНИКС Казањ    | 2014.  | 22.736         |
| 3.   | Мадрид       | Реал Мадрид — Естудијантес     | 2004.  | 14.800         |
| 4.   | Берлин       | АЛБА Берлин — Хапоел Јерусалим | 2010.  | 14.500         |